# Зубачі
Зубачі (Зубаче, пол. Zubacze) — село в Польщі, у гміні Черемха Гайнівського повіту Підляського воєводства. Населення — 61 особа (2011).

## Історія
Вперше згадується наприкінці XV століття як поселення маєтків боярського роду Турів.
У 1975—1998 роках село належало до Білостоцького воєводства.

## Демографія
Демографічна структура станом на 31 березня 2011 року:
|          | Загалом | Допрацездатний вік | Працездатний вік | Постпрацездатний вік |
| -------- | ------- | ------------------ | ---------------- | -------------------- |
| Чоловіки | 30      | 3                  | 15               | 12                   |
| Жінки    | 31      | 4                  | 6                | 21                   |
| Разом    | 61      | 7                  | 21               | 33                   |

## Релігія
У селі міститься парафіяльна церква Покрови святої Богородиці та каплиця святого Миколи. У минулому в селі була дерев'яна церква святих Апостолів Петра і Павла. В 1990-х роках стара церква згоріла, натомість було зведено сучасну дерев'яну церкву.